# Летков, Вячеслав Иванович
Вячесла́в Ива́нович Летко́в (9 апреля 1939, Тимошкино, Дмитровский район, Московская область, РСФСР, СССР — 11 июля 2021, Мытищи, Московская область, Российская Федерация) — советский и российский живописец декоративно-прикладного искусства, мастер жостовской росписи. Лауреат Государственной премии РСФСР имени Репина (1977).

## Биография
Вячеслав Иванович Летков родился в деревне Тимошкино, Дмитровский район Московской области 9 апреля 1939 в семье рабочих. Средний из трех братьев. С детских лет любил рисовать, поэтому мать привела его в Федоскинскую школу миниатюрной росписи, где на тот момент принимали на отделение жостовской росписи. Преподавателем Вячеслава Ивановича по живописи и рисунку был Василий Ильич Дюжаев — один из самых известных жостовских мастеров XX века.
В 1956 г. начал работать на Жостовской фабрике декоративной росписи. Работал рядом с известными мастерами, одним из которых был Павел Иванович Плахов.
Первая выставка В. И. Леткова состоялась в 1961 году в Манеже, Москва.

## Признание и награды
- заслуженный художник РСФСР (1980)
- орден Дружбы народов (1984)
- Государственная премия РСФСР имени И. Е. Репина (1971) — за высокохудожественную роспись по металлу на Жостовской Фабрике Декоративной Росписи
- Член Союза художников СССР

Работы находятся в Государственном историческом музее (Москва), Всероссийском музее декоративно-прикладного и народного искусства (Москва), Сергиево-Посадском музее-заповеднике, Музее г. Чугуев, Красноярском историческом музее, Государственном Русском музее (Санкт-Петербург), в музее при Жостовской фабрике декоративной росписи. 
- Уникальный жостовский поднос с инкрустацией перламутром
- Уникальный жостовский поднос Тройка
- Уникальный жостовский поднос с инкрустацией перламутром
- Уникальный жостовский поднос Петух и фрукты
- Уникальный жостовский поднос

В октябре 2019 года состоялась премьера документального фильма «И цветок поет» о В. И. Леткове. Документальный фильм сняла режиссер Екатерина Тютина, призёр кинофестиваля «Россия», номинант киноакадемии «Золотой орёл» 2018 г.
К премьере фильма в музее при Жостовской фабрике декоративной росписи приурочена персональная выставка В. И. Леткова.